# Avangard Omsk
Avangard Omsk (ryska: Авангард Омск) är en rysk professionell ishockeyklubb som fram till 2007/2008 spelade i den ryska superligan, men som numera spelar i KHL sedan säsongen 2008/2009. Ägare till laget är inte, som ofta påstås, den ryske miljardären Roman Abramovitj; det ryska oljebolaget Gazprom Neft (tidigare ägt av Abramovitj och då kallat Sibneft) finansierar delvis laget men majoriteten av klubbens budget finansieras av provinsens skattepengar.

## Historik
Klubben, vars namn Avangard betyder avantgarde eller förtrupp på svenska, härstammar från Omsk i Ryssland och bildades 1950. Laget har bytt namn flera gånger och har hetat bland annat Spartak Omsk, Aeroflot Omsk, Kautjuk Omsk, Chimik Omsk och Sjinnik Omsk.
Laget vann den ryska superligan 2004 och kvalificerade sig till Europeiska klubbmästerskapet i ishockey där de blev europeiska klubbmästare 2005. Sedan starten av KHL har klubben lyckats ta sig till final vid ett tillfälle (2012), vilken de förlorade mot Dynamo Moskva. Säsongen 2013/2014 missade klubben slutspelet, men lyckades vinna Nadezhda Cup.
Jaromir Jagr har spelat för klubben i två sejourer. Den första omgången var under NHL lockouten 2004/2005. Den andra omgången spelade han där i tre säsonger, 2008–2011. Han var då lagets kapten och var ett av KHL:s stora affischnamn.
Den 28 april 2021 vann klubben Gagarin Cup, genom att besegra CSKA Moskva med 4–2 i matcher i finalserien.

## Mästerskapstitlar
Gagarin Cup: (1): 2021

 Ryska mästare: (1): 2004

 Kontinental Cup (1): 2011

 Europeiska klubbmästare:  (1): 2005